# Fälb

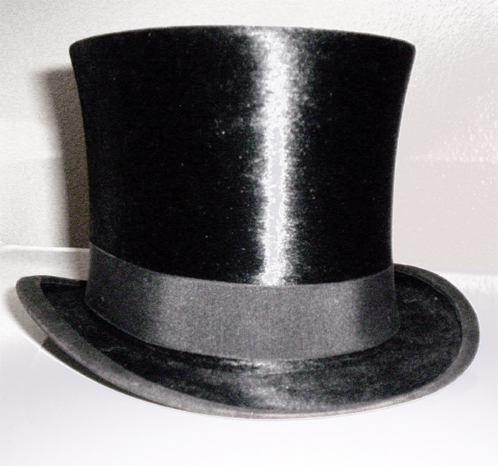
En cylinderhatt klädd med silkesfälb och borstad glansig.

Fälb är en sammetsliknande vävnad med mycket lång lugg. Även stavningen felb, fälp eller felp förekommer. Tyget kunde tillverkas i växlande material och luggen borstades åt ett håll, vilket gav en slät vävnad.
En fin sorts fälb, och den sort som ordet fälb vid början av 1900-talet främst kommit att associeras med, är silkesfälb. Silkesfälb består av en grundväv av kraftigare silke, bomull- eller lingarn, med en lång lugg av finare silke som borstades nedliggande så att ytan blev slät och blank. Inslaget av bomull- eller lingarn var en känd metod redan på 1830-talet som gjorde tyget både billigare och lättare att väva.
Silkesfälb användes från omkring slutet av 1700-talet och fram till 1968 i tillverkningen av cylinderhattar. Dessa hattar blev populära under 1800-talet som en moderiktig del av den välklädde mannens klädedräkt. Men i takt med att dessa hattar slutade vara en formell del av mannens klädedräkt under 1900-talet upphörde produktionen och de speciella vävstolarna för ändamålet lär ha förstörts. Den sista fabriken för tillverkning av silkesfälb fanns i Lyon i Frankrike och upphörde 1968. Äkta silkesfälb är därför idag ett sällsynt tyg och de äldre äkta silkeshattar som finns kvar kan ses som antikviteter. År 2012 fann den anrika brittiska hattmakarfirman James Lock & Co. en rulle av det sällsynta tyget i sitt lager och nytillverkade för första gången på många år några klassiska höga hattar i äkta silkesfälb.
En annan mer vardaglig sorts fälb är yllefälb, tillverkad helt i ull eller av ull med en grundväv av bomull- eller lingarn, det vill säga med yllelugg. Fårull gav ett billigare tyg, men ändå med ett elegant utseende. I exklusivare fall kunde finare ull, som mohair, användas. Yllefälb användes borstad liksom silkesfälben till hattar och för sina värmande egenskaper även som foder.
En slags fälb, kallad panne, användes i damhattar.
Etymologiskt har ordet fälb och dess ordformer kommit till svenskan och andra nordiska språk via tyskan (jämför t.ex. felbel, felpel) från romanska språk som italienska och spanska (jämför felpa), i sammanhanget med avseende på en viss sorts tyg, översatt ungefär ”yllesammet”. Olika stavningsvarianter och ordformer finns belagda i svenskan sedan 1600- och 1700-talet, tidigast 1648.